# Мацос, Арчи
А́рчи Ма́цос (англ. Archie Matsos; 22 ноября 1934, Детройт, Мичиган — 28 мая 2021) — американский футболист.

## Биография
Родился в греческой семье.
Играл за команду Университета штата Мичиган.
Играл за команды НФЛ «Баффало Биллс», «Денвер Бронкос», «Окленд Рэйдерс» и «Сан-Диего Чарджерс» на позиции лайнбекера (1960—1966). Член Зала славы AHEPA (1982).